# Eugen Mack
Eugen Mack (* 21. September 1907 in Arbon; † 29. Oktober 1978) war ein Schweizer Turner und zweifacher Olympiasieger.
Bei den Olympischen Sommerspielen 1928 in Amsterdam nahm er an allen sieben Wettkämpfen im Gerätturnen teil. Er gewann den Einzelwettbewerb am Pferdsprung und wurde Dritter am Reck hinter seinem Teamkollegen Georges Miez, der den Wettbewerb gewann. Ebenfalls siegreich war er mit der Schweizer Mannschaft im Mannschaftsmehrkampf.
An den Olympischen Sommerspielen 1932 in Los Angeles nahm er nicht teil.
1936 jedoch an den Olympischen Sommerspielen in Berlin nahm er wiederum an allen acht Wettkämpfen für die Herren teil. Beinahe 30'000 Zuschauer und Adolf Hitler persönlich bezeugten wie die favorisierten Schweizer von der deutschen Heimmannschaft geschlagen wurden. Mack gewann insgesamt vier Silbermedaillen in den Wettbewerben Einzelmehrkampf, Pferdsprung, Seitpferd und im Mannschaftsmehrkampf. Eine weitere Bronzemedaille holte er im Bodenturnen.
Mack war an den Turn-Weltmeisterschaften 1934 in Budapest erfolgreichster Teilnehmer und gewann fünf Goldmedaillen im Mehrkampf (der damals aus 15 Wettkämpfen bestand), am Barren, am Pauschenpferd, im Sprung und im Mannschaftswettbewerb. Ausserdem gewann er zwei Silbermedaillen an den Ringen sowie am Boden hinter Schweizer Mannschaftskameraden Georges Miez. An den Turn-Weltmeisterschaften 1938 in Prag wurde er zudem Weltmeister im Sprung, Zweiter am Boden und gewann die Bronzemedaille im Mehrkampf. Mit der Mannschaft holten sie diesmal die Silbermedaille.
1999 wurde Eugen Mack in die International Gymnastics Hall of Fame aufgenommen.